# Patxi Ruiz Giménez
|  | Aquest article tracta sobre el pilotaire basc. Si cerqueu l'activista polític basc, vegeu «Patxi Ruiz Romero». |

Patxi Ruiz Giménez (Lizarra, 27 de febrer de 1980) és un ex-jugador professional de pilota basca, en la posició de rest, en nòmina de l'empresa Asegarce.
Nascut en el bressol d'una família d'ètnia gitana de la localitat navarresa de Lizarra, va debutar l'any 1998 al Frontó Labrit de Pamplona. A començaments de setembre del 2007 el Dr. Letamendia el va operar a dos dits de la mà esquerra per guarir una resecció de l'aneurisme, trombectomia distal i desviació del flux a l'arteria cubitopalmar, així com la temperatura dels dits. Això va apartar Patxi Ruiz dels frontons durant dos mesos.

## Palmarès
- Campió del Manomanista, 2003
- Subcampió per parelles, 2002